# Puerto Vallarta
Puerto Vallarta (phát âm tiếng Tây Ban Nha: [pweɾto βaʝaɾta]) là một thành phố nghỉ dưỡng tuyệt đẹp của Mexico nằm bên bờ Thái Bình Dương của Bahía de Banderas. Điều tra dân số 2010 của Puerto Vallarta là 255.725 người  làm cho nó trở thành thành phố lớn thứ hai ở bang Jalisco. Thành phố Puerto Vallarta là thủ phủ của các đô thị tại Puerto Vallarta trong đó bao gồm thành phố cũng như các trung tâm dân cư bên ngoài của thành phố kéo dài từ Boca de Tomatlán đến biên giới Nayarit (sông Ameca).
Thành phố này nằm ở 20 ° 40' Bắc 105 ° 16' Tây, có có diện tích 502,19 dặm vuông (1,300.7 km2). Phía bắc giáp bang Nayarit. Phía Đông giáp khu đô thị của Mascota và San Sebastián del Oeste, phía nam giáp thành phố Talpa de Allende và Cabo Corriente.
Puerto Vallarta được theo tên của Ignacio Vallarta, một cựu thống đốc bang Jalisco. Trong tiếng Tây Ban Nha, Puerto Vallarta thường được rút ngắn "Vallarta", trong khi người nói tiếng Anh gọi là thành phố PV cho ngắn. Trong cách viết tắt Internet thành phố thường được gọi như PVR, theo Mã sân bay của Hiệp hội Vận tải của Sân bay Quốc tế Gustavo Diaz Ordaz thuộc thành phố.